# Elseya eidolon
Elseya eidolon is een schildpad uit de familie slangenhalsschildpadden (Chelidae). 

## Naam en indeling
De wetenschappelijke naam van de soort werd voor het eerst voorgesteld door Mehdi Joseph-Ounii, William P. McCord en Quetzal Dwyer in 2022.
De soortaanduiding eidolon betekent vrij vertaald 'spook' en is afgeleid van het Griekse woord εἴδωλον (eídōlon). Deze naam slaat op het lokale geloof dat waterschildpadden de overledenen vertegenwoordigen en op het feit dat de schildpad lange tijd onontdekt is gebleven. 

## Verspreiding en habitat
De soort komt voor in delen van Azië en leeft endemisch in de Salomonseilanden. Over de habitat en levenswijze is nog vrijwel niets bekend. 